# 白杨河 (疏勒河)

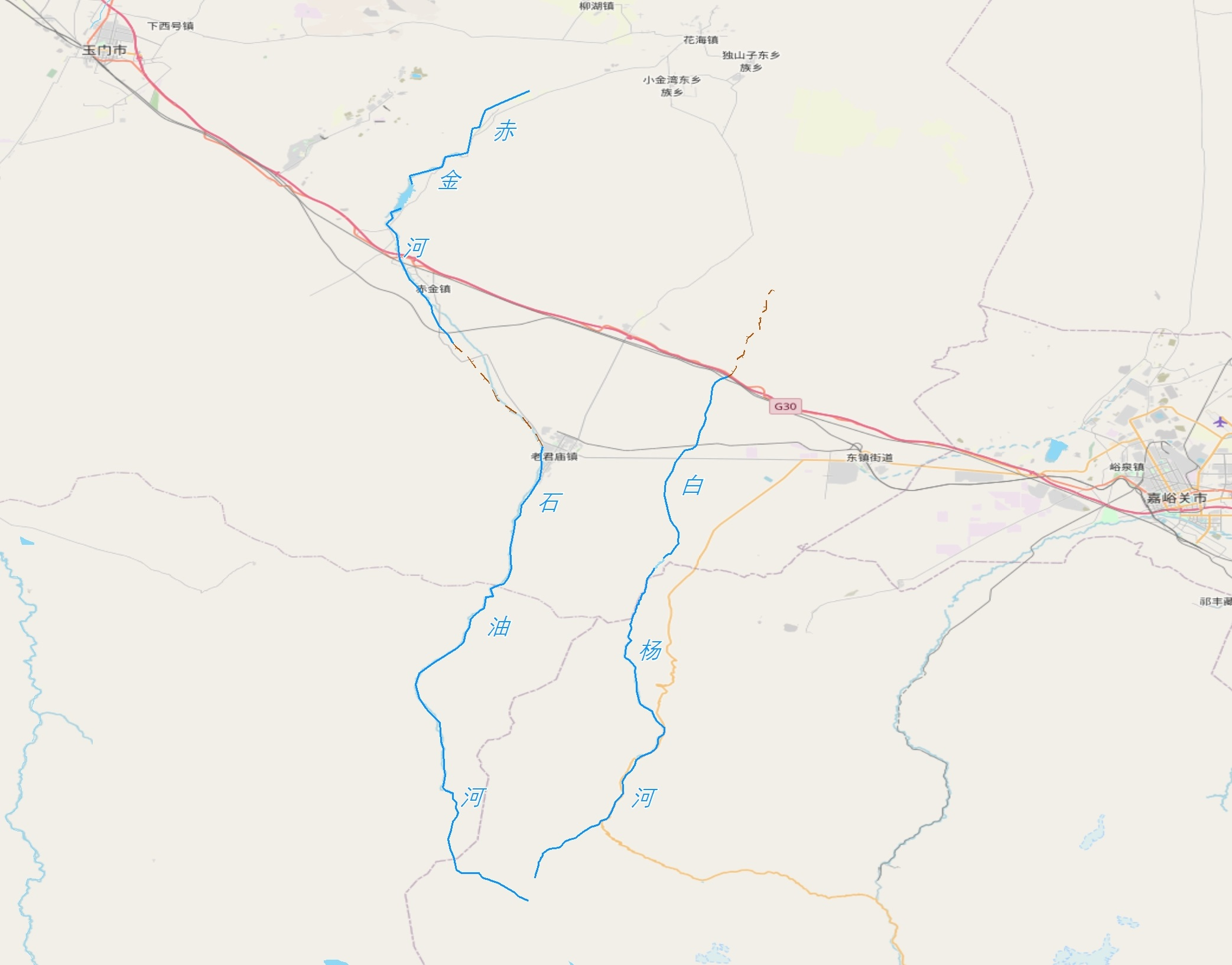
白杨河与石油河示意图

白杨河，位于中华人民共和国甘肃省西北部的一条河流，是疏勒河水系最东侧的支流。发源于张掖市肃南裕固族自治县祁丰藏族乡以西的祁连山吊大坂沟天宝窗冰川，蜿蜒向北，经大泉口（道班）、九个窑等地，自青边自西南起成为肃南县与玉门市之间的界河，约5千米后注入玉门市境内的白杨河水库，出库后继续向北，过天生桥后约3千米出山口，之后流经玉门市老君庙镇白杨河村、清泉村骟马城和下沟村等地后渗入戈壁。出山口以上河长50千米，流域面积2259平方千米，年均径流量0.48亿立方米。